# Klung Island
Klung Island ist eine Insel vor der Mawson-Küste des ostantarktischen Mac-Robertson-Lands. Sie ist die größte Insel in der Gruppe der Klungholmane in der Holme Bay.
Norwegische Kartografen kartierten sie anhand von Luftaufnahmen, die bei der Lars-Christensen-Expedition 1936/37 entstanden. Das Antarctic Names Committee of Australia (ANCA) benannte sie 1960 in Anlehnung an die Benennung der Inselgruppe, zu der sie gehört.